# Kopigrafie
Die Kopigrafie ist eine relativ neue, wenig verbreitete grafische Technik. Der Kopigrafiker arbeitet, in Kombination mit anderen Medien, hauptsächlich mit dem Fotokopierer (in Schwarz-Weiß und Farbe). Durch Eingreifen in den Fotokopiervorgang (z. B. Ziehen des Bildes, Öffnen der Abdeckung …) und Nutzen der Funktionen des Gerätes (z. B. Mosaik, Zoom, Helligkeit …) entstehen nicht-reproduzierbare Effekte, die durch Wiederholung der Vorgänge verstärkt bzw. abgeschwächt werden. Durch die immer genauer werdende Technik der Kopiergeräte wird der Künstler in seiner Handlungsvielfalt eingeschränkt, da moderne Fotokopierer speziell auf genaue bzw. fehlerfreie Reproduktion ausgelegt sind.
Die Kopigrafie ist als Kunstrichtung in Europa nicht stark verbreitet. Besser bekannt als Copy Art, ist sie im englischsprachigen Raum, speziell in Kanada und USA, populärer.